# Luke Mulholland
Luke Mulholland (Preston, 24 de julho de 1989) é um jogador de futebol inglês que atualmente joga pelo Real Salt Lake na Major League Soccer .

## Carreira

### Faculdade e amador
Mulholland começou sua carreira com o time inglês Lancaster City .  Ele foi dispensado do time quando jovem devido às dificuldades financeiras do clube, mas estrelou durante um período difícil para o clube.  Mulholland fez sua carreira universitária na Wingate University de 2007 a 2010.  Em 2009, Mulholland foi eleito Primeiro Jogador All-American e SAC Conference do Ano.  Mulholland foi ajudado pelos colegas de equipe Jamie McKenna e Stephen Kehoe a desenvolver suas habilidades.
Durante sua carreira universitária, Mulholland também jogou pelo Reading United durante as temporadas de 2009 e 2010.

### Profissional
Mulholland assinou seu primeiro contrato profissional em abril de 2011, juntando-se ao Wilmington Hammerheads, clube da USL Pro , terceira divisão na época.  Ele fez sua estréia profissional - e marcou seu primeiro gol profissional - em 17 de abril de 2011 no primeiro jogo de Wilmington da temporada de 2011, uma vitória por 1-0 sobre o Rochester Rhinos .  A primeira temporada de Mulholland lhe rendeu reconhecimento como o USL Pro Rookie do Ano e ele também foi nomeado para o time de melhor XI de 2011 da liga.
Após o encerramento da temporada 2011 da USL Pro , Mulholland se tornou uma adição no final da temporada para o NSC Minnesota Stars da segunda divisão North American Soccer League em 6 de setembro de 2011.  Sua forma e objetivos ajudaram a equipe a vencer o campeonato da NASL .  Mulholland marcou o gol da vitória aos 53 minutos do primeiro tempo da final contra o Fort Lauderdale Strikers e foi escolhido como Finals MVP .
Em 24 de janeiro de 2012, o Tampa Bay Rowdies anunciou a contratação de Mulholland.  O ano foi outro de grande sucesso para ele, sendo nomeado para o Melhor XI da NASL em 2012.  Mulholland marcou o gol da vitória contra o Carolina Railhawks nas semifinais da NASL, que mandou os Rowdies para as finais da NASL contra seu ex-clube, o Minnesota Stars.  Os Rowdies venceram o campeonato de 2012 nos pênaltis, por 3 a 2, com Mulholland convertendo a primeira tentativa do pênaltis.  Em dois anos em Tampa Bay, Mulholland registrou 17 gols e 13 assistências em 51 jogos no campeonato e se tornou o primeiro jogador a ser escolhido para o Melhor XI da NASL em temporadas seguidas.
Luke Mulholland atualmente joga pelo time da MLS, Real Salt Lake.  Em sua primeira temporada da MLS, ele apareceu em 31 partidas pelo RSL, começando com 24 delas.  Ele marcou 6 gols e acrescentou 7 assistências.  Ele também começou ambos os jogos do playoff do RSL.

## Vida Pessoal
Mulholland nasceu e cresceu em Preston , na Inglaterra.  Em dezembro de 2014, ele recebeu um green card dos EUA que o qualifica como jogador nacional para fins de escalação da MLS.

## Honras
Títulos da NASL : (2)
- 2011 (Minnesota)
- 2012 (Tampa Bay)